# Três Bicos
Três Bicos é um distrito do município brasileiro de Cândido de Abreu, no Paraná.
De acordo com o Instituto Brasileiro de Geografia e Estatística (IBGE), sua população no ano de 2010 era de 3 252 habitantes.